# البث الإنويت
شركة البث الإنويت (IBC) (بالإينكتيتت: ᐃᓄᐃᑦ ᑕᑯᓐᓇᕋᑦᓴᓕᕆᔨᑦ) هي شركة إنتاج تلفزيوني مقرها نونافوت مع برامج تستهدف سكان الإنويت في نونافوت. يتم بث جميع برامجها تقريبًا في الإينكتيتت. وبعضها باللغة الإنجليزية. مركز عروض IBC على ثقافة الإنويت. تمتلك الشركة خمسة مراكز إنتاج في نونافوت ، يعمل فيها جميعهم الإنويت. تأسست في أوائل الثمانينيات ، [متى؟] كانت IBC أول شبكة تلفزيونية بلغة السكان الأصليين في أمريكا الشمالية.

## روابط خارجية
- موقع ويب رسمي باللغة الإنجليزية